# Iaklîci, Sosnîțea
Iaklîci (în ucraineană Якличі) este un sat în comuna Spaske din raionul Sosnîțea, regiunea Cernihiv, Ucraina.

## Demografie
Componența lingvistică a localității Iaklîci
     Ucraineană (97,48%)
     Rusă (2,52%)
Conform recensământului din 2001, majoritatea populației localității Iaklîci era vorbitoare de ucraineană (97,48%), existând în minoritate și vorbitori de rusă (2,52%).